# Affaire Maxime Gaget
L'affaire Maxime Gaget, du nom de la victime, est une affaire judiciaire française survenue en 2009 à la suite des violences conjugales subies par Maxime Gaget du 31 décembre 2007 au 2 mars 2009 des mains de sa conjointe Zakia Medkour.

## Description générale
Durant le procès il fut établi que Maxime avait été traité par sa conjointe tel un « esclave domestique », contraint de dormir dans un placard, privé de douche et de toilettes, dépouillé de ses économies, subissant divers sévices, des coups de poing, de pied et de bâton, des brûlures de cigarettes, les fractures de ses doigts, l'introduction de sel dans ses yeux, des douches glacées, l’ingestion forcée d’éponges et de produit lave-vitre. Menacé d’être dénoncé comme pédophile s’il s’opposait à son ex-compagne, il se taira jusqu'en 2009,.

### Sauvetage de la victime
Le 2 mars 2009, c'est le frère de Zakia qui donnera l'alerte auprès des parents de Maxime en ces termes : « Si vous n'allez pas chercher votre fils, vous allez le retrouver dans une petite boîte. » La police et la famille se rendront au domicile pour exfiltrer la victime.

### De la légitime défense
Au procès en appel, la présidente demandera : « Mais pourquoi est-ce que vous êtes resté ? Et pourquoi est-ce que vous n'avez pas riposté, ça aurait été de la légitime défense ! » Maxime Gaget expliquera ne pas avoir riposté « par principe, je ne porte pas la main sur une femme. Et puis, si je m'étais défendu, et qu'elle avait porté plainte, c'est moi qui serais devenu le bourreau. Comment est-ce que j'aurais pu évoquer une telle chose ? À cette époque, il y avait un énorme tabou dans la société. »

### Stratégie de la prévenue à son procès
La défense a fait valoir que Zakia Medkour était bipolaire et « pas vraiment elle-même au moment des faits. » La défenderesse déclarera à la barre « Je reconnais que j'étais malade, sous l'emprise de l'alcool et des médicaments. J'étais un déchet. Aujourd'hui, je suis lucide, et je sais ce que j'ai fait. » ainsi que « Je voudrais m'excuser d'avoir fait souffrir cette personne, sa famille et ma propre famille. »

### Verdicts
En mai 2015, en première instance, Zakia Medkour est condamnée à 3 ans de prison dont 18 mois ferme, 211 000 euros de dommages à Maxime Gaget, ainsi que 33 000 euros à la Caisse Primaire d'Assurance maladie de la Charente. Le Parquet fera appel.
Le 25 novembre 2016,  la cour d'appel de Paris prononce une peine de 2 ans de prison ferme et trois ans avec sursis, assortis d'une mise à l'épreuve comprenant l'obligation d'une activité professionnelle, d'un suivi médical et de l'obligation de rembourser des dommages à la victime.

## Déroulement des faits

### Expertise médicale
L'expertise médicale est confiée au Docteur Christian Beneytout. Le rapport médical fait état de « nombreuses plaies et cicatrices sur la tête, le cou, le thorax, le dos, les membres supérieurs, ainsi qu'une cicatrice au niveau de la bourse droite correspondant à une intervention chirurgicale en janvier 2009 dont l'état inflammatoire est lié à la persistance des fils pendant plus d'un mois. Ces constatations tant sur le plan physique que psychologique, conduisent l'expert à conclure à une incapacité totale de travail supérieure à 45 jours. » 
Le rapport définitif du Docteur Beneytout relève que les lésions sont bien en relation directe et certaine avec des violences répétitives avec, au niveau de la face, des lésions récentes à type d'hématomes pré-orbitaires, érosions cutanées du cuir chevelu et de la lèvre inférieure. La modification du massif facial en rapport avec des lésions anciennes de fracture des os propres du nez de même que la modification de pavillon de l'oreille gauche sont à rapporter à des violences plus anciennes. Les troubles psychologiques à type de réminiscence des faits avec troubles de l'endormissement, apathie, indifférence, sont à mettre en relation directe et certaine avec les traumatismes subis.

### Témoignages
Le gérant d'un magasin situé à proximité sera entendu en qualité de témoin. Il déclarera avoir souvent vu Maxime Gaget faire ses courses, même s'il ne le connaissait pas par son nom. Il déclarera avoir constaté des bleus sur son visage, des hématomes, des « cocards », que ses oreilles étaient « abîmées, enflées, déformées », ou encore, un mois et demi plus tôt, que « Monsieur Gaget était en sang ». Il déclarera lui avoir demandé ce qu'il lui était arrivé, la première fois Maxime Gaget lui aurait répondu qu'il était tombé, puis il aurait fini par dire que c'était sa compagne qui le tapait et le brûlait avec des cigarettes dont il lui aurait montré les traces. Un jour que la mère de Zakia Medkour était venue au magasin, il l'aurait conduite dans son bureau pour lui demander ce qu'il se passait avec cet homme, elle aurait fini par admettre que sa fille maltraitait son compagnon et qu'elle avait peur qu'elle aille en prison. Elle aurait également reconnu que les enfants étaient témoins de ce qu'il se passait. Quelques jours après cette rencontre, Zakia serait venue au magasin, aurait insulté le gérant et l'aurait menacé. Il précisera qu'elle aurait été ivre.
Madame Zohra O. veuve Medkour, mère de la prévenue, déclara avoir déjà vu des traces de violences sur le visage de Maxime Gaget et des brûlures de cigarettes sur les bras. Elle décrit sa fille comme « malade », sujette à des crises de colère, avec parfois des violences sur ses enfants justifiant leur placement chez elle par le juge des enfants.
Timothée Melkour, fils de Zakia, raconte qu'il y avait des cris tous les jours à la maison, que sa mère a pu casser des objets, qu'elle frappait Maxime avec des coups de poing et de pieds puis lui interdisait de sortir s'il avait des marques sur le visage, tout comme elle lui interdisait de se doucher ou d'aller aux toilettes. D'après les déclarations de Timothée, M. Gaget aurait progressivement dû dormir par terre et parfois « il passait la nuit dans les toilettes du 4ème étage ».

### Enquête parallèle
Parallèlement, une enquête est diligentée par la brigade de protection des mineurs sur d'éventuelles traces de violences commises par Zakia sur ses enfants. Entendue dans ce cadre sous le régime de la garde à vue le 29 avril 2009, Zakia Medkour  indique que, lorsqu'elle était violente, elle cassait tout chez elle et qu'avec les enfants elle « crie fort avant d'en venir aux mains ». Elle aurait reconnu leur porter « des baffes, des coups de pied, [...] avoir attrapé Timothée et l'avoir bousculé contre le mur d'entrée à plusieurs reprises, [...] avoir brûlé (sa) fille aussi avec une cigarette [...] volontairement au niveau du visage, un autre jour (elle l'aurait) brûlée au niveau de l'avant-bras ». Elle aurait également admis avoir brûlé Timothée et aurait précisé que les violences à l'égard de ses enfants auraient commencé quand ils avaient six ou sept ans et qu'elle pouvait alors les frapper avec tout objet qui lui tombait sous la main.

## Contexte social et légal en France
Au moment de l'affaire, les chiffres font état de 149 000 hommes victimes de violences au sein de leur couple, alors que seuls 3 % d'entre eux portent plainte.
Les mêmes chiffres font état de 398 000 femmes victimes de violences au sein de leur couple alors que seules 10 % d'entre elles portent plainte.
Il est à noter que la nature des sévices endurés diffère selon les sexes. Les violences conjugales subies par les hommes sont beaucoup plus souvent physiques que sexuelles, et celles subies par les femmes sont plus souvent sexuelles que physiques. De plus, il est fait mention que si les femmes signalent fréquemment leur ex-partenaire comme leur tortionnaire, la grande majorité des hommes subissent l'emprise de leur partenaire de vie du moment .

## Procès

### Première instance
En première instance, le 28 mai 2015, à la 24e chambre correctionnelle 2 du TGI de Paris (dans les locaux de la 12e).
Plaidoirie : 9 avril 2015
Délibéré : 28 mai 2015

### Appel
En appel, le 25 novembre 2016, à la 24e chambre correctionnelle 2 du Tribunal de grande instance de Paris (dans les locaux de la 12e).

### Vidéographie
- J2F Production, Itinéraire d'un homme battu, France 2, 25 janvier 2017, Documentaire de 52 min, Itinéraire d'un homme battu retrace le calvaire enduré par Maxime Gaget, homme battu par sa compagne, et qui, maintenant, se bat pour que justice soit rendue. (présentation en ligne, lire en ligne [vidéo]), « Pourquoi la violence conjugale aurait-elle un sexe ? »